# 구리호선우
구리호선우(呴犁湖單于, 句黎湖單于, ? ~ 기원전 101년)는 흉노의 선우다. 선대 선우 아선우의 숙부이다. 성은 연제(攣鞮)다.

## 생애
조카 아선우 치세에서는 우현왕을 지냈고, 아선우 즉위 당시 한나라의 이간 계략의 목표로 지목됐으나 계략은 무위로 돌아갔다. 기원전 102년, 조카 아선우가 어린 아들만 남기고 죽자 대신 선우로 옹립됐다.
즉위했을 때 한나라에서 광록훈 서자위를 시켜 한나라의 오원군의 요새에서부터 흉노 땅인 여구산(廬胊山)까지 성채와 망루를 쌓게 했다. 이해 가을, 운중·정양·삭방군으로 침입해 수천 명을 죽이거나 잡아갔고, 여러 이천석급 관료들을 패퇴시키고, 광록훈이 쌓은 성채와 망루도 파괴했다. 그리고 우현왕에게 주천·장액군을 약탈하게 했다. 그러나 대완 원정 중인 이광리의 뒤를 지키는 한나라 장군 임문(任文)의 추격을 받아 얻은 것을 도로 잃었다. 이광리가 대완 원정에서 성공하고 돌아오자 그 뒤를 끊으려 했으나 병사했다. 동생 좌대도위 저제후가 뒤를 이었다.

## 출전
- 반고: 《한서》 권94 흉노전제64 상